# Янг Корбетт III
Янг Корбетт III (англ. Young Corbett III, настоящее имя — Рафаэле Джордано итал. Raffaele Giordano; 27 мая 1905 — 15 июля 1993) — американский боксёр-профессионал, в полусреднем и среднем весе.
Боксом начал заниматься в пятнадцать лет. В 1933 годах удерживал звание чемпиона мира по боксу в полусреднем весе, боксу в среднем весе 1938 года. Его имя в 2004 году занесено в Международный зал боксёрской славы.